# Pawłówko (Wielichowo-Wieś)
Pawłówko – dawna część wsi Wielichowo-Wieś (do 2002 osada) w Polsce położona w województwie wielkopolskim, w powiecie grodziskim, w gminie Wielichowo.
Nazwa z nadanym identyfikatorem SIMC występuje w zestawieniach archiwalnych TERYT z 1999 roku. 1 stycznia 2003 ówczesna osada Pawłówko stała się częścią wsi Wielichowo-Wieś, a 31 grudnia 2007 została zlikwidowana jako osobna miejscowość.
Miejscowość leżała w pobliżu trasy drogi wojewódzkiej nr 312.
W latach 1975–1998 miejscowość administracyjnie należała do województwa poznańskiego.